# Jurij Andropov
Jurij Vladimirovič Andropov (rus. Ю́рий Влади́мирович Андро́пов, Nagutskoj, 15. lipnja 1914. – Moskva, 9. veljače 1984.) je bio sovjetski političar koji je služio kao generalni sekretar KP SSSR i vođa SSSR-a od 12. studenog 1982. do 9. veljače 1984. godine.

## Rani život i karijera
Andropov je bio sin željezničara i vjerojatno je rođen 15. lipnja 1914. godine u mjestu Nagtuskoj, gubernija Stavropol. Školovao se do 1930. godine, do priključenja Komsomolu. Andropov 1939. godine postaje član KP SSSR-a i postaje prvi tajnik Komsomola u Karelo-Finskoj SSR od 1940. do 1944. godine. Za vrijeme Drugog svjetskog rata Anropov se upleo u partizanske radnje. Nakon rata preselio se u Moskvu i priključio partijskom sekretarijatu. Godine 1954. postaje sovjetski veleposlanik u Mađarskoj. Andropov je bio jedan od odgovornih za sovjetsku odluku da okupira Mađarsku za vrijeme revolucije 1956. godine. Njegova supruga zvala se Tatjana.

## Put prema moći
Andropov se vratio u Moskvu da bi vodio Odjel za Vojnu povezanost zajedničkih operacija komunističkih i radničkih partija u socijalističkim državama (1957. – 1967.). Godine 1961. izabran je za punopravnog člana Centralnog komiteta KP SSSR-a i već 1962. godine unaprijeđen (poslan) u Sekretarijat centralnog komiteta KP SSSR. No, 1967. godine Andropov sebi olakšava posao u Centralnom komitetu tako što na Suslovljev prijedlog postaje šef KGB-a i kandidat za Politbiro centralnog komiteta KP SSSR. Punopravni član Politbiroa postaje 1973. godine. Bio je šef KGB-a s najdužim mandatom i nije dao ostavku do svibnja 1982. godine, kada je opet unaprijeđen unutar Sekretarijata na bivše Suslovljevo mjesto tajnika zaduženog za ideološke afere.
Dva dana nakon Brežnjevljeve smrti (12. studenog 1982.) postaje Glavni tajnik KP SSSR i vođa SSSR-a. Tako je postao prvi bivši KGB-ovac koji je postao Glavni tajnik KP-a i vođa SSSR-a. Njegvo stupanje u službu vođe na Zapadu je prihvaćeno sa strahovanjem, pretežito zbog njegove uloge u KGB-u i u mađarskoj revoluciji 1956. godine.

## Andropov na poziciji
Za vrijeme mandata, Andropov je pokušao poboljšati ekonomiju i smanjiti korupciju. Zapamćen je i zbog borbe za pojačanje radne discipline, koju je provodio pomoću tipičnog sovjetskog administrativnog pristupa i grube neodređenosti odane uspomenama prema Staljinovim pravilima.
Što se tiče vanjskih poslova, napravio je jako malo – rat u Afganistanu se nastavio. Andropova vladavina zapamćena je i po pogoršanju odnosa sa Sjedinjenim Državama. Dok je ispucao mnogo prijedloga koji su uključivali i redukciju srednje-dometnih nuklearnih raketa u Europi i sastanak s američkim predsjednikom Ronaldom Reaganom, no ti prijedlozi su zanemarila je administracija Ronalda Reagana i Margaret Thatcher. hladnoratovske tenzije pogoršane su padom sovjetskih vojnika u civilnom avionu „Korean Air Flight KAL-007“ nad SSSR-om 1. rujna 1983. godine i američkim premještanjem rakete Pershing kako bi se suočili sa sovjetskim oružjem u Europi. Sovjetsko-američke razgovore oko srednje-dometnih nuklearnih raketa suspendirao je Sovjetski Savez u studenom 1983. godine.
Jedan od njegovih najpoznatijih činova za vrijeme kratkog mandata kao vođa SSSR-a je odgovor na pismo, tada djevojčice, Samanthe Smith u kojem je poziva u Sovjetski Savez. To je bio glavni razlog zašto je Samantha Smith postala mirovna aktivistica.

## Andropovljeva ostavština
Andropov je umro od zatajenja bubrega 9. veljače 1984. godine, i to nakon mjeseci borbe s lošim zdravljem. Naslijedio ga je Konstantin Černjenko. Pokopan je u Moskvi, u nekropoli Kremlja.
Andropovljeva ostavština i do danas je tema mnogih debata, kako u Europi tako i u svijetu. O njoj raspravljaju mnogi znanstvenici, ali i mediji. On i dalje ostaje tema mnogih dokumentaraca i ne-fikcije, pogotovo oko važnih godišnjica.
Unatoč Andropovljevu čvrstu stavu u Mađarskoj i mnogobrojnim protjerama i intrigama za koje je bio odgovoran kao dugogodišnji šef KGB-a, mnogi komentatori smatraju ga humanim reformatorom i jednim od najboljih vođa SSSR-a, osobito u usporedbi stagnacijom i korupcijom u kasnijim godinama vladavine njegovog prethodnika, Leonida Brežnjeva. Općenito se smatra pristašom postepenijih i konstruktivnijih reformi nego što je bio Mihail Gorbačov. Veličina spekulacija centrira se oko pitanja bi li Andropov reformirao SSSR na takav način da ga ne bio doveo do eventualnog raspada. No, ne može se poreći da Andropov nije podržavao, tada još mladog, Gorbačova i potencirao ga kao svog budućeg nasljednika, da Gorbačov možda nikad ne bi postao vođa SSSR-a i generalni sekretar KP-a.
Kratko vrijeme koje je proveo kao vođa, većinom u vrlo slaboj državi, ostavlja debatatantima malo konkretnih indicija o prirodi ikakvih hipotetskih proširenih pravila. Isti slučaj je i s kratkotrajnom Lenjinovom vladavinom, takvo nešto ostavlja prostor debatantima da razviju omiljene teorije i da razviju mali kult ličnosti koji se formirao oko njega.

## Kontroverza
Od vremena kada je izabran za Glavnog tajnika KP-a bile su mnoge spekulacije o njegovoj prošlosti. Deklasificirani Andropovljevi spisi pokazuju nam da je „peruredio“ svoju biografiju kako bi udovoljio boljševičkim vremenima – od sebe je napravio sina Osetijskog proletera, a zapravo je bio iz bogate obitelji, vjerojatno židovskog porijekla. U početku Andropov, po izvorima, nije bio točan u izmišljanju svoje „proleterske“ prošlosti. Za vrijeme 1930-ih godina, Andropov je ispitan najmanje 4 puta zbog netočnosti u nekim obrascima koje je popunio.
Svaki put uspio je izbjeći komisije koje bi pregledale njegovu prošlost. Najnovija verzija njegove biografije govori da je Andropov bio sin željezničara i vjerojatno je rođen u mjestu Nagtuskoj, gubernija Stavropol. No, prema podacima u arhivama , Andropov rodio u bogatoj židovskoj obitelji Flekenstein u Moksvi.
Njegova obitelj, koja je navodno stigla iz Finske, mogla je doživjeti progone za vrijeme pogroma u 1910. Jedna od teorija govori da je Andropov (čije je pravo ime po teoriji bilo Grigorij) rođen samo nekoliko stotina metara od glavnog središta moskovske policije.

## Daljnje informacije
- Yuri Andropov: A Secret Passage into the Kremlin, Vladimir & Klepikova, Elena Solovyov, MacMillan Publishing Company, 1983, 302 pages, ISBN 0-02-612290-1
- The Andropov File: The Life and Ideas of Yuri V. Andropov, General Secretary of the Communist Party of the Soviet Union, Martin Ebon, McGraw-Hill Companies, 1983, 284 pages, ISBN 0-07-018861-0

| Prethodnik: Leonid Iljič Brežnjev | Vođa Sovjetskog Saveza 12. studenog 1982. – 9. veljače 1984. | Nasljednik: Konstantin Černjenko |
| Prethodnik: Vasilij Kuznjecov     | Predsjednik Sovjetskog Saveza 1983. – 1984.                  | Nasljednik: Vasilij Kuznjecov    |